# Procesul Hunter
Procesul Hunter a fost primul proces industrial care a produs titan metalic pur și ductil. A fost inventat în 1910 de Matthew A. Hunter, un chimist născut în Noua Zeelandă și care a lucrat în America.
În procesul Hunter, rutilul (un minereu ce conține dioxid de titan, TiO2) este amestecat cu clor și cocs, după care este supus la temperaturi extrem de ridicate, producând tetraclorură de titan (TiCl4). 
Aceasta este apoi redusă cu sodiu pentru a forma titan metalic pur (99,9%) prin încălzirea TiCl4 cu Na într-o capsulă de oțel la 700°-800° C.
Acest proces produce titan de calitate superioară, dar a fost înlocuit aproape în totalitate cu procesul Kroll prin anii 1940, care este mult mai economic.
TiO2(s) + 2Cl2 (g) + C (s) → TiCl4(l) + CO2 (g)
TiCl4(l) + 4Na(l) → 4NaCl(l) + Ti(s)